# Akvarij i Institut za more i priobalje
Dubrovački akvarij nalazi se u staroj gradskoj luci, u srednjovjekovnoj tvrđavi sv. Ivana. Simbol akvarija je morski konjic.
Akvarij čini 31 bazen ukupnog obujma 115 m3 u kojima se nalaze primjerci flore i faune Jadranskog mora. Najstarija je stanovnica morska kornjača iz 1953. godine. Ostale vrste koje se može vidjeti u akvariju su kostorozi, rakovi, morske zvijezde, zubatci, orade, lubini, kirnje, orhani, ugori, hobotnice, pagari, vrane, drozdovi, jegulje, cipli, murine, škrpine, morski ježinci, trpovi, puževi, školjke itd.
Povijest ove ustanove seže u 1946. kad je osnovana Ribarstvena stanica, odnosno kad je Ministarstvo ribarstva Narodne Republike Hrvatske godine 1946. osnovalo Oceanografsku postaju u Dubrovniku, kao područni dio Oceanografskog instituta u Splitu te 1949. kad je osnovan Biološki institut HAZU (ondašnje JAZU). Osnivanje je potakao hrvatski biolog mora Tomo Gamulin. Od tih godina datira organizirani znanstveno-istraživački rad u području oceanografije i ribarstva u Dubrovniku. Te dvije ustanove bile su osnovama današnjeg Instituta za more i priobalje Sveučilišta u Dubrovniku. 
Institut za more i priobalje Sveučilišta u Dubrovniku radi od 1. siječnja 2006. godine. 